# Попинська сільська рада
Попинська сільська́ ра́да (біл. Папінскі сельсавет) — адміністративно-територіальна одиниця у складі Дорогичинського району Берестейської області Білорусі. Адміністративний центр — село Нова Попина.

## Склад ради
Населені пункти, що підпорядковувалися сільській раді станом на 2009 рік:
| Населений пункт  | Тип  | Населення, осіб (2009) |
| ---------------- | ---- | ---------------------- |
| Великий Лес      | село | 117                    |
| Вулька Попинська | село | 274                    |
| Заречка          | село | 623                    |
| Кублик           | село | 210                    |
| Людвиново        | село | 78                     |
| Ляховичі         | село | 114                    |
| Марциново        | село | 11                     |
| Нова Попина      | село | 844                    |
| Попина           | село | 136                    |
| Хідри            | село | 69                     |

## Населення
За переписом населення Білорусі 2009 року чисельність населення сільської ради становила 2476 осіб.

### Національність
Розподіл населення за рідною національністю за даними перепису 2009 року:
| Національність               | Осіб | Відсоток |
| ---------------------------- | ---- | -------- |
| білоруси                     | 2402 | 97,01 %  |
| росіяни                      | 33   | 1,33 %   |
| українці                     | 31   | 1,25 %   |
| поляки                       | 5    | 0,20 %   |
| вірмени                      | 2    | 0,08 %   |
| німці                        | 1    | 0,04 %   |
| таджики                      | 1    | 0,04 %   |
| дві та більше національності | 1    | 0,04 %   |
| Разом                        | 2476 | 100 %    |